# Real Liga Naval Española
Real Liga Naval Española es una asociación sin ánimo de lucro, titulada de utilidad pública, que integra a la Marina de Pesca, la Mercante, la Deportiva y la Armada y cuya finalidad última es la defensa de los intereses marítimos de España.

## Antecedentes
Su origen hay que buscarlo a comienzos del siglo XX como una consecuencia inevitable del desastre del 98. La pérdida del último reducto colonial español afectó al país en varios aspectos:

### Desde el punto de vista político y social
El desastre del 98 va a suponer para España aceptar la triste realidad de verse convertida en una potencia de segundo orden en el concierto internacional. La aceptación de esta realidad se transmite a una sociedad española que se imbuye de un marcado espíritu de derrota colectiva.

### Desde el punto de vista económico
La pérdida de Cuba y Filipinas, lejos de significar un desequilibrio para la economía española vino a significar la repatriación de un importante flujo de capitales. Las relaciones comerciales y presupuestarias entre estas colonias y la metrópoli eran habitualmente deficitarias para la nación. Esta repatriación de capitales encontrará su asiento en una industria española que definitivamente ya había perdido el tren de la segunda revolución industrial y que incapaz de competir en los mercados internacionales, reclamará constantemente del Estado español protección y apoyo.

### Atendiendo a su realidad marítima
España se encuentra, a principios del siglo XX, con una Armada prácticamente aniquilada como consecuencia de los desastres navales de Cuba (Santiago) y de Filipinas (Cavite). Por lo que respecta a la Marina Mercante española, esta se componía de una flota, que en términos de tonelaje, apenas significaba un 3% en el contexto mercante internacional.
Desde el punto de vista económico, finales del siglo XIX y principios del XX marcan, lo que el gran economista austriaco Shumpeter, define como la ruptura entre el liberalismo y la economía. Como consecuencia de ello el liberalismo económico firma su acta de defunción y el proteccionismo se afianza como principio económico predominante. Es el momento en que se promulgan aranceles proteccionistas en toda Europa. Alemania lo hace en el año 1879, Francia en 1882, Estados Unidos en 1890, España en 1891, Italia en 1895, Noruega y el Imperio Austro-Húngaro en 1897 y Rusia en 1900.
En medio de este marco de referencia, se publica en Estados Unidos, en el año 1890, la obra de Alfred Thayer Mahan, titulada “The influence of sea power upon history (1660/1783)”. Esta obra, que viene a defender la necesidad de un poder naval para asegurar la prosperidad de las naciones, será fundamental para explicar el nacimiento de distintas Ligas Navales en países como el Reino Unido (1894), Alemania (1898), Francia, Italia y Bélgica (1899) y Estados Unidos (1902).
Aunque con un cierto retraso, también en España nace una liga naval. Y lo hace bajo la denominación de Liga Marítima Española, gracias al impulso apasionado del teniente de navío Adolfo Navarrete a quien acompañarán en su aventura políticos básicamente conservadores como Antonio Maura o Joaquín Sánchez de Toca.
El 9 de junio de 1900, Navarrete convoca una reunión en el Ateneo de Madrid a la que acuden personajes como Antonio Maura, Ramón Auñón (ministro de Marina en el momento del desastre naval de Santiago de Cuba) o el ilustre historiador naval, Cesáreo Fernández Duro. En esta reunión, Navarrete consigue convencer a los asistentes para constituir una liga naval al estilo de las ya existentes en otras naciones.

## Historia
El 16 de diciembre de 1900, nace la Liga Marítima Española. Su primer Presidente será Antonio Maura y su primer Secretario, Adolfo Navarrete. Apenas cuatro meses más tarde, la Liga Marítima Española convoca a los elementos marítimos del país para celebrar un Congreso Marítimo Nacional. El Congreso se celebra el 25 de abril de 1901 y al mismo acuden representantes de 122 corporaciones marítimas amén de 335 personalidades del mundo marítimo, de la política, de la judicatura, etc.
El Congreso se cierra recogiendo 65 acuerdos y conclusiones. La Liga se convierte, a partir de este momento, en el intermediario natural entre los distintos sectores marítimos y la Administración. Con ello, la Liga Marítima adquiere un destacado papel como lobby marítimo proteccionista. Papel que se verá consolidado cuando un 11 de marzo de 1903, siendo Francisco Silvela, presidente del Consejo de ministros, se reconozca a la Liga Marítima su carácter de utilidad pública.

## Lobby marítimo proteccionista
Apenas finalizado el Congreso Marítimo Nacional, la Liga Marítima se embarca en el proyecto de conseguir la promulgación de distintas leyes y normativas en defensa de los intereses marítimos de España. Serán precisos siete largos años para que, bajo la presidencia de un gobierno de Antonio Maura, los anhelos proteccionistas de la Liga Marítima se vean recompensados. En efecto, la llegada de Maura al poder en el año 1907 se saldará con una serie de leyes (3 en concreto) detrás de las cuales siempre anduvo la alargada sombra de la Liga Marítima.
La primera ley que alienta la Liga Marítima Española, aunque anterior a la llegada de Maura al poder, es una ley arancelaria promulgada en 1906 y que será conocida popularmente como el arancel Salvador. Se trataba de un arancel proteccionista pensado en defensa de la endeble industria nacional. El arancel en cuestión se dibujaba en contornos similares al anterior arancel Cánovas de 1891 y respondía a esquemas similares a los existentes en el resto de países europeos.
La segunda ley que alienta la Liga Marítima es la Ley de 14 de febrero de 1907 de Protección a la Industria Nacional. Era una ley de marcado carácter proteccionista que, en esencia, venía a establecer que todos los contratos de servicios y obras públicas suscritos por el Estado solo contemplarían las opciones de provisionistas y productos españoles. Esta ley encerró en una jaula de oro a la endeble industria española, que de este modo se hacía oligopolista, beneficiándose de la existencia de un mercado nacional cautivo y cerrado.
Un año más tarde, en 1908, ve la luz la tercera ley alentada por la Liga Marítima. Se trata de la ley de Organizaciones Marítimas y Armamentos Navales, también conocida como Ley de Escuadra. La ley contemplaba la construcción en astilleros nacionales de 3 acorazados, 3 destructores, 24 torpederos y 4 cañoneros con un presupuesto global de 186 millones de pesetas. Este proyecto de modernización de la Armada española respondió a una visión posibilista de una clase política derrotista y todavía conmocionada por el desastre del 98. Los acorazados proyectados eran buques que nacían ya obsoletos al contemplar en sus especificaciones técnicas poco andar, escasa coraza, falta de tonelaje y escasez de armamento. La adjudicación del concurso, plagada de incidentes, recayó en la casa inglesa Vickers que acudió al citado concurso en compañía de un nutrido grupo de industriales españoles vinculados, algunos de ellos, a la Liga Marítima (Antonio López, Eduardo Aznar, el barón de Satrústegui, etc.). La cuarta ley impulsada por la Liga Marítima Española durante el mandato de Maura, es la Ley de Protección y Fomento de las Industrias Marítimas, promulgada en el año 1909. Esta ley trataba de compaginar los intereses cruzados de astilleros, armadores y los intereses siderúrgicos. La Ley solo conseguirá satisfacer los intereses siderúrgicos en detrimento de armadores y astilleros, creando un nudo gordiano en el sector naval español que favorecerá el desarrollo artificial de los astilleros e imposibilitará el desarrollo de la flota mercante nacional.
La labor de lobby de la Liga Marítima continuaría tras la caída de Maura como consecuencia de la Semana Trágica de Barcelona de 1909. Así, durante el período de entreguerras (1914/1918), la Liga se alineó en contra del proyecto de ley sobre beneficios extraordinarios anunciado por el ministro, Santiago Alba en el año 1916. El proyecto trataba de gravar los pingues beneficios de las empresas españolas derivados del conflicto bélico en el corazón de Europa. España vivió, durante este período bélico, años de esplendor para la industria exportadora y, consecuentemente, años de escasez y carestía en el mercado interior. Consecuencia de este proyecto de ley, quedaron suspendidas las primas a la navegación, lo que provocó una airada reacción de la Liga Marítima y de los armadores nacionales. El empeño de ambos y su esforzada labor de lobby, será tal que definitivamente la ley sería rechazada por el Congreso un año más tarde.
Durante el período entreguerras la Liga Marítima capitaneó también la oposición las dos timoratas leyes de subsistencia de febrero de 1915 y noviembre de 1916. Estas leyes contemplaban la posibilidad incluso de incautación de buques nacionales para asegurar el abastecimiento de mercancías en el mercado interior. Finalmente, la oposición de la Liga Marítima a estas leyes será determinante para impedir su aplicación.
En el año 1915, la Liga Marítima apoyó sin disimulos el plan naval Miranda. La Liga Marítima aplaudió el hecho de que se contemplase la construcción de los nuevos buques en arsenales y astilleros nacionales. El plan naval en cuestión, volvió a responder a una visión posibilista de una clase política incapaz de entender la necesidad de afianzar un poder naval dentro del entramado político internacional. Solo así puede explicarse que el plan obviase la incorporación de buques acorazados y se centrase en la construcción de 3 cruceros de 4.780 toneladas (Reina Victoria Eugenia, Blas de Lezo y Méndez Nuñez), 2 cruceros de 7.800 toneladas (Príncipe Alfonso y Almirante Cervera), 6 destructores, 12 submarinos y varios buques menores de apoyo. En su conjunto, los buques proyectados, pese a sus deficiencias de concepción estratégica, respondían a estándares modernos, que sólo una ineficiente industria de la construcción naval española acabaría convirtiendo en buques obsoletos. Baste recordar que la mayor parte de estos buques tardaron casi ocho años en entrar en servicio, y cuando lo hicieron, sus especificaciones técnicas ya solo respondían a exigencias del pasado.
Años más tarde, en el año 1925, bajo la dictadura de Miguel Primo de Rivera, la Liga Marítima promueve la promulgación de una nueva ley en apoyo a la Marina Mercante de un calado muy similar a la ley de 1909.
En el año 1926, la Liga Marítima Española volvió a apoyar sin disimulos un nuevo plan naval conocido como plan Cornejo. Con este plan volvían a repetirse los errores de concepción estratégica de pasados planes navales. El plan contempló la construcción, por supuesto en arsenales y astilleros nacionales, de 2 cruceros de la clase Washington (Baleares y Canarias), 1 crucero ligero (Miguel de Cervantes) y 13 destructores de la clase Scott británica. Y de nuevo, una ineficiente industria de la construcción naval española condenó a estos buques a la obsolescencia. Baste señalar que los cruceros Baleares y Canarias no entrarían en servicio hasta el año 1936, diez años después de proyectados.

## Desaparición y refundación
Con la llegada de la República, la Liga Marítima desaparece definitivamente con el estallido de la Guerra Civil. Si bien es cierto que, durante los años de la República, la Liga Marítima apoyó un modesto plan naval republicano. El estallido de la Guerra Civil impedirá que este plan vea la luz, con excepción de 4 minadores que entrarán en servicio en 1937 (Júpiter, Vulcano, Marte y Neptuno).
En el año 1969, el entusiasta almirante Ignacio Martel Viniegra, promoverá la refundación de la extinta Liga Marítima bajo la nueva denominación de Liga Naval Española. El almirante Martel concibe la nueva Liga Naval como un paraguas donde las 4 marinas (mercante, de pesca, deportiva y la Armada) coexistan en busca de la defensa de sus respectivos intereses.
Esta refundación de la extinta Liga Marítima tiene lugar en Madrid, el 11 de febrero de 1969. Ocho meses más tarde, el 11 de octubre de 1969,son legalizados los estatutos de la Liga Naval Española. 
En 1993 la Casa Real concede a la Liga Naval Española el uso del título de Real, pasando a denominarse Real Liga Naval Española.

## La Liga Naval hoy
Desde ese entonces la Liga ha venido sosteniendo el histórico legado de la Liga Marítima convirtiéndose en eje integrador los intereses navales de la nación. En este sentido, algunos hitos relevantes en la actuación de la Liga son:
- En 1978 se funda la Federación Internacional de Ligas y Asociaciones Marítimas y Navales que en la actualidad agrupa a diez Ligas Navales Iberoamericanas y cuya Secretaría General ostenta la Real Liga Naval Española.
- En 1979 se crea la revista Proa a la Mar como órgano de difusión de la Liga. En la actualidad se edita bajo formato digital con periodicidad semestral.
- Bajo la presidencia del Comité de Honor de S.M. D. Felipe VI, en 2014 la Liga organizó el II Congreso Marítimo Nacional en la ciudad de Santander con la asistencia de los principales actores del sector marítimo español.
- En 2015 la Liga se asocia al Clúster Marítimo Español, pasando a ocupar su presidente la Vicepresidencia tercera de esta institución.
- En este mismo año de 2015 la Liga asume la Secretaría de la Real Academia de la Mar.
- También bajo la misma presidencia del Congreso anterior, en 2016 tuvo lugar el III Congreso Marítimo Nacional celebrado en la ciudad de Cartagena constituyendo un éxito de participación y asistencia.
- En mayo de 2019 e igualmente bajo la presidencia del Comité de Honor de S.M. D. Felipe VI ha tenido lugar el IV Congreso Marítimo Nacional en la ciudad de Madrid, bajo el título de “Navegando hacia el futuro”.

A todos estos hitos cabría añadir la organización de foros de turismo náutico, exposiciones de modelismo naval, edición de libros, impartición de ciclos de conferencias, visitas a buques mercantes y de la Armada, celebración de cenas de hermandad marítima, participación en actos navales, bautismos de mar, firma de acuerdos de colaboración con otras entidades marítimas, etc.

## Presidentes
- Antonio Barrera de Irimo (1969-72)
- José María Amusátegui de la Cierva (1972-74)
- Almirante Ignacio Martel Viniegra (1974-88)
- Ramiro Pérez-Maura. Duque de Maura (1988-93).
- Carlos Barreda Aldámiz-Echevarría (1993-96)
- José María Dutilh Giménez (1996-2004).
- José Antonio Fernández Palacios (2004-10)
- Felipe Segovia Olmo (2010-13)
- Juan Díaz Cano (2013-actualidad)

## Labor social
La Liga está implicada en una importante labor social colaborando con organizaciones como Neuronest o impulsando programas de integración social como, el proyecto “Mar sin Barreras”.